# Каменка (Урюпинский район)
Каменка — хутор в Урюпинском районе Волгоградской области России. Входит в состав Дьяконовского сельского поселения.

## История
В «Списке населённых мест Земли Войска Донского», изданном в 1864 году, упоминаются хутора Нижне-Каменский и Верхне-Каменский в составе юрта станицы Петровской Хопёрского округа, при речке Каменке, расположенные соответственно в 3 и 6 верстах от окружной станицы Урюпинской.

Согласно Списку населённых мест Области Войска Донского по переписи 1873 года в хуторе Каменском насчитывалось 13 дворов и проживало 53 души мужского и 54 женского пола.

Согласно алфавитному списку населённых мест Области Войска Донского 1915 года на хуторе имелся 21 двор и проживал 205 человек (101 мужчина и 104 женщины).

В 1921 году в составе Хопёрского округа включен в состав Царицынской губернии. С 1928 года — в составе Петровского сельсовета Урюпинского района Хопёрского округа (упразднён в 1930 году) Нижне-Волжского края (с 1934 года — Сталинградского края). В 1948 году хутор вошёл в состав новообразованного Красно-Каменского сельсовета. В 1960 году Красно-Каменский сельсовет был упразднён, а его территория была передана в состав Креповского сельсовета, переименованного в том же году в Ольшанский сельсовет. Согласно Закону Волгоградской области от 30 марта 2005 года № 1037-ОД «Об установлении границ и наделении статусом Урюпинского района и муниципальных образований в его составе» Каменка вошла в состав Дьяконовского сельского поселения.

## География
Хутор находится в северо-западной части Волгоградской области, в пределах Хопёрско-Бузулукской равнины, на левом берегу реки Каменка, на расстоянии примерно 3 километров (по прямой) к юго-юго-востоку (SSE) от города Урюпинск, административного центра района. Абсолютная высота — 84 метра над уровнем моря.
Часовой пояс
Хутор Каменка, как и вся Волгоградская область, находится в часовой зоне МСК (московское время). Смещение применяемого времени относительно UTC составляет +3:00.

## Население
| 2010 |
| ---- |
| 51   |

Гендерный состав
По данным Всероссийской переписи населения 2010 года в гендерной структуре населения мужчины составляли 54,9 %, женщины — соответственно 45,1 %.
Национальный состав
Согласно результатам переписи 2002 года, в национальной структуре населения русские составляли 90 %.

## Улицы
Уличная сеть хутора состоит из одной улицы (ул. Колхозная).